# Daniel Roth
Daniel Roth (Nagyszeben, 1801. december 22. – Jászvásár, 1859. augusztus 25.) erdélyi szász lelkész, orvos és író.

## Élete
Apja Johann Roth asztalosmester volt; szülővárosában az ágostai evangélikus gimnáziumban és 1821 szeptemberétől a bécsi evangélikus teológiai intézetben tanult. A nagyszebeni ágostai evangélikus gimnázium tanára volt majd a jászvásári evangélikus hitközség lelkésze. Ezen hivataláról azonban lemondott és magánleckéket adott. Később az orvostudományokat tanulta Münchenben, ahol orvosdoktori oklevelet nyert és visszatért Nagyszebenbe. 1849 márciusában, amikor a magyarok megszállták a várost, ő is többekkel együtt Romániába menekült, ahol mint homöopatha orvos működött, majd Jászvásárba ment katonaorvosnak. Utolsó éveit megvakulva töltötte.

## Művei
- Disertatio de mutuo animae et corporis commercio. Cibinii, 1834.
- Dramatische Dichtungen. Kronstadt. 1841–1842 két kötet. (I. Don Raphael. Trauerspiel in 5 Aufz., Der Königsrichter von Hermannstadt. Dr. in 5. Aufz. Előbb a Studenblumen der Gegenwartban jelentek meg. Ism. Satellit 1840. 68. sz., Die Normannen in Italien. Dr. in 5. Abth.)
- Der Pfarrhof zu Kleinschenk. Vaterländische Erzählung aus dem Anfang des 18. Jahrhunderts. Herrmannstadt, 1846.
- Johann Zabanius Sachs von Hartenek. Politischer Roman. Uo. 1847.
- Von der Union und nebenbei ein Wort über eine mögliche dakoromänische Monarchie unter Oesterreichs Krone. Geschrieben in Mai 1848. Uo. (Rumenül ford. Septimiu Albini. Nagy-Szeben, 1895. Ism. Korrespondenzbl. f. Lkde XVIII. 1895.)

Kéziratban: Amalasontha oder die Kinder des Waldes. Drama in 5 Aufz. (Először adták 1843. szept. 25. Nagyszebenben); Rákóczy u. Bartsai. Ein Schauspiel in 5 Akten. (Előadatását 1843-ban politikai iránya miatt nem engedték meg).